# Virtus Bergamo Alzano Seriate 1909
Virtus Bergamo Alzano Seriate 1909 là một câu lạc bộ bóng đá của hiệp hội Ý đến từ Alzano Ngành và Seriate, Lombardy.

## Lịch sử

Logo cũ của AlzanoCene 1909.

### Alzano Seriate
FC AlzanoCene chính thức sáp nhập với đồng hương từ Lombardy và Serie D, Aurora Seriate Calcio vào ngày 31 tháng 5 năm 2015 để trở thành Alzano Seriate 1909.

### Bóng đá ở Alzano trước khi sáp nhập

#### Câu lạc bộ bóng đá Alzano
Nguồn gốc của bóng đá ở Alzano trở lại năm 1909 khi được thành lập Câu lạc bộ bóng đá Alzano.

#### Alzano 1909 Virescit FC
Vào mùa hè năm 1993, Câu lạc bộ bóng đá Alires 1909 Virescit được thành lập với sự hợp nhất giữa Câu lạc bộ bóng đá Alzano, từ Alzano Ngành, và Trung tâm bóng đá, một câu lạc bộ từ Bergamo, đã gặt hái được một số thành công trong giai đoạn Serie C1 vào những năm 1980.
Câu lạc bộ mới bắt đầu từ Serie D vào năm 1993 và có được hai lần thăng hạng liên tiếp đưa đội đến chơi Serie C1. Alzano sau đó giành Serie C1 / A năm 1999, đứng đầu trước Como. Trải nghiệm Serie B cho Alzano tuy nhiên chỉ kéo dài một mùa, khi đội xuống hạng trở lại Serie C1 vào năm sau. Câu lạc bộ sau đó xuống hạng Serie C2 năm 2003 và liên tiếp bị liên đoàn hủy bỏ vì những rắc rối tài chính.

#### ASD FC Alzano 1909
Câu lạc bộ đã được cải tổ vào năm 2004 với tên ASD FC Alzano 1909, đội bóng đã chơi trong ba mùa giải ở Prima Cargetoria Lombardy.

#### AlzanoCene
Câu lạc bộ đã được tổ chức lại vào mùa hè năm 2007 với sự hợp nhất giữa Câu lạc bộ bóng đá ASD Alzano 1909 (chơi ở Prima Cargetoria Lombardy), từ Alzano Lombardo và Ardens Cene (chơi ở Eccellenza Lombardy) từ Cene. Trong mùa 2007-08, đội đã được thăng hạng từ Eccellenza Lombardy sang Serie D.

### Bóng đá ở Cene trước khi sáp nhập

#### Từ U.S. Cene đến Ardens Cene
Nguồn gốc của bóng đá ở Cene bắt đầu từ năm 1947 khi được thành lập US Cene, vào năm 1965 được đổi tên thành Ardens Cene.

## Màu sắc và huy hiệu
Màu sắc chính thức của đội là trắng và đen.

## Danh hiệu

### CS Virescit Boccaleone
- Serie C1:
  - Vô địch (1): 1998-99
- Serie C2:
  - Vô địch (1): 1984-85
- Serie D:
  - Vô địch (1): 1983-84
- * liên_kết= Coppa Italia Serie C:
  - Vô địch (1): 1985-86

### Alzano 1909 Virescit FC
- Serie D:
  - Vô địch (1): 1994-95
- * liên_kết= Coppa Italia Serie C:
  - Vô địch (1): 1997-98